# Gée

Gée este o comună în departamentul Maine-et-Loire, Franța. În 2009 avea o populație de 384 de locuitori.